# Durrantia amabilis
Durrantia amabilis är en fjärilsart som beskrevs av Walsingham 1912. Durrantia amabilis ingår i släktet Durrantia och familjen plattmalar. Inga underarter finns listade i Catalogue of Life.